# Psidium araucanum
Psidium araucanum là một loài thực vật có hoa trong Họ Đào kim nương. Loài này được Soares-Silva & Proença mô tả khoa học đầu tiên năm 2008.